# Don't Call Me (Shinee)
Don't Call Me è il settimo album in studio in lingua coreana della boy band sudcoreana Shinee, pubblicato nel 2021.

## Tracce
1. Don't Call Me – 3:40
2. Heart Attack – 2:59
3. Marry You – 3:00
4. Code (CØDE) – 3:14
5. I Really Want You – 3:17
6. Kiss Kiss – 3:35
7. Body Rhythm – 3:12
8. Attention – 3:44
9. Kind (빈칸) – 3:20

## Atlantis
Atlantis è una riedizione (repackage) dell'album, pubblicata il 12 aprile 2021.

### Tracce
1. Atlantis – 2:58
2. Code (CØDE) – 3:14
3. Don't Call Me – 3:40
4. Area (같은 자리) – 3:27
5. Heart Attack – 2:59
6. Marry You – 3:00
7. Days and Years – 3:56
8. I Really Want You – 3:17
9. Kiss Kiss – 3:35
10. Attention – 3:44
11. Body Rhythm – 3:12
12. Kind (빈칸) – 3:20